# Quartetto per archi n. 21 (Mozart)
Il Quartetto per archi n. 21 in re maggiore K. 575 è il primo dei tre quartetti d'archi (K 575, K 589, K 590) che Wolfgang Amadeus Mozart scrisse fra il giugno 1789 e il giugno 1790 su commissione da parte dell'allora re di Prussia, Federico Guglielmo II. Nei paesi di lingua inglese ha acquisito il soprannome The Violet. È il primo dei Quartetti prussiani. 
L'ordinazione pervenne a Mozart durante il viaggio che egli fece a Berlino nell'aprile 1789; il re Federico Guglielmo II, che era un buon suonatore di violoncello, commissionò a Mozart sei quartetti per archi, ma il musicista ne portò a compimento soltanto tre, che a causa della loro origine sono comunemente soprannominati "Quartetti prussiani"; le tre partiture sono caratterizzate dal ruolo importante che in esse è attribuito alla parte del violoncello. È stato ipotizzato che, ad un certo punto, Mozart si sia stancato di dover ottemperare alla condizione, postagli dal sovrano, di privilegiare la parte del violoncello, e che tale insofferenza sia stata un motivo per il quale l'ordinazione rimase parzialmente inevasa.
Il quartetto K 575 si distingue, secondo Massimo Mila, per "severità di stile e stretta omogeneità tematica".
Il primo movimento, Allegretto, in forma-sonata, è basato su due temi, caratterizzati entrambi da una prima parte più melodica e una seconda parte più ritmica. Alcune nuove figurazioni sono introdotte poco prima dello sviluppo, il quale prende avvio da esse; poi però lo sviluppo rielabora soprattutto le seconde parti (quelle ritmiche) dei due temi principali.
Il secondo movimento è un Andante in la maggiore, in forma tripartita secondo lo schema A-B-A, più una breve coda.
Il terzo movimento è un Minuetto in re maggiore modulante verso la maggiore; nel Trio, in sol maggiore, spicca una melodia affidata al registro alto del violoncello.
Il quarto e ultimo movimento, Allegretto, è in forma di rondò, ma è caratterizzato da una forte omogeneità tematica, in quanto i vari episodi sono tutti basati su un unico tema principale, costituito da una melodia in Re maggiore esposta dal violoncello e variamente rielaborata con ampio ricorso al contrappunto.